# Парагруппа
Парагру́ппа — термин в популяционной генетике, описывающий линии внутри гаплогруппы, которые не определены каким бы то ни было дополнительным уникальным маркером, определяющим их принадлежность к какой-либо именованной субкладе этой гаплогруппы. Они стандартно обозначаются звёздочкой (*) после основного буквенного обозначения гаплогруппы. Термин «парагруппа» является комбинацией-сокращением («складнем») из термина «парафилетическая гаплогруппа», указывая, что парагруппы образуют парафилетические ветвления. В отличие от линий, которые определены в качестве дочерних ветвей, парагруппы могут не обладать никакими дополнительными уникальными маркерами. С другой стороны, среди носителей парагруппы могут существовать и носители уникальных меток, которые ещё не были открыты. Если внутри парагруппы открывается уникальный маркер, распространённый не по всей парагруппе, но лишь по заметной её части, то этой специфической линии даётся уникальное имя, и она удаляется из парагруппы, образуя теперь независимую подветвь.
Примером парагруппы является Гаплогруппа DE*. В ней присутствует маркер, который определяет гаплогруппу DE, но нет маркеров, которые определяли бы её самые распространённые подветви — гаплогруппу D и гаплогруппу E. Пример линии внутри парагруппы, которой было назначено новое имя — гаплогруппа E1b1b1g. Эта гаплогруппа прежде была частью группы E1b1b1* (также известной как e3b* или E-M35*), пока в 2008 году не был открыт маркер M293.
Ещё один пример: представитель Y-ДНК гаплогруппы R (определяемой маркером M207), может относиться при этом также к субгаплогруппе R1 (определяемой маркером M173) или R2 (определяемой маркером M124). Индивидуумы, имеющие M207, но не имеющие мутаций M173 или М124, попадут в парагруппу R*.
В случае некоторых гаплогрупп носителей парагруппы зафиксировано ещё не было, то есть в этих случаях все известные носители некоторой гаплогруппы одновременно принадлежат и к какой-либо из её ветвей. Таковы, например, гаплогруппа I или макрогруппа IJ.
Поскольку новые гаплогруппы (и подгруппы) часто возникают после миграции части носителей родительской гаплогруппы, область распространения некоторой парагруппы во многих случаях заметно отличается от области распространения её дочерних групп и может в таких случаях рассматриваться как вероятная область происхождения предков носителей ветвей-потомков (иначе говоря, носители парагруппы всегда находятся в более дальнем родстве с носителями группы-субклады, чем последние между собой).